# Brachioppiella orkneyensis
Brachioppiella orkneyensis är en kvalsterart som först beskrevs av Kok 1967.  Brachioppiella orkneyensis ingår i släktet Brachioppiella och familjen Oppiidae. Inga underarter finns listade.